# William Northcott
William Allen Northcott (* 28. Januar 1854 in Murfreesboro, Tennessee; † 25. Januar 1917 in Excelsior Springs, Missouri) war ein US-amerikanischer Politiker. Zwischen 1897 und 1905 war er Vizegouverneur des Bundesstaates Illinois.

## Werdegang
Nach einem Jurastudium und seiner Zulassung als Rechtsanwalt begann er in diesem Beruf zu arbeiten. Er lebte zumindest zeitweise in Springfield. Zwischen 1882 und 1892 war er Bezirksstaatsanwalt im Bond County. Politisch schloss er sich der Republikanischen Partei an.
1896 wurde Northcott an der Seite von John Riley Tanner zum Vizegouverneur von Illinois gewählt. Dieses Amt bekleidete er nach einer Wiederwahl zwischen dem 11. Januar 1897 und dem 9. Januar 1905. Dabei war er Stellvertreter des Gouverneurs. Seit 1901 diente er unter dem neuen Gouverneur Richard Yates. Im Jahr 1904 war er Ersatzdelegierter zur Republican National Convention, auf der Präsident Theodore Roosevelt zur Wiederwahl nominiert wurde. Zwischen 1905 und 1914 war William Northcott Bundesstaatsanwalt für den östlichen Distrikt von Illinois. Er starb am 25. Januar 1917 während eines Kuraufenthalts in Excelsior Springs und wurde in Springfield beigesetzt.
Sein jüngerer Bruder Elliott war Bundesrichter und amerikanischer Gesandter in mehreren Staaten.